# Treme
Treme est une série télévisée américaine en 36 épisodes de 60 minutes créée par David Simon et Eric Overmyer, diffusée entre le 11 avril 2010 et le 29 décembre 2013 sur HBO.
Au Québec, la série est diffusée depuis le 12 septembre 2010 à Super Écran,, et en France depuis le 21 mai 2011 sur Orange Cinénovo, rediffusée depuis le 5 janvier 2012 sur France Ô.

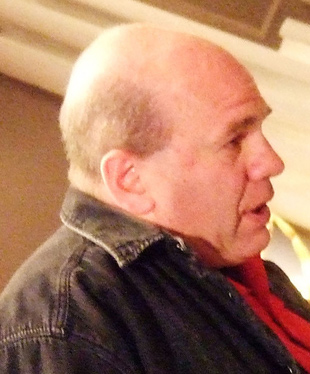
David Simon, en 2007.

## Synopsis

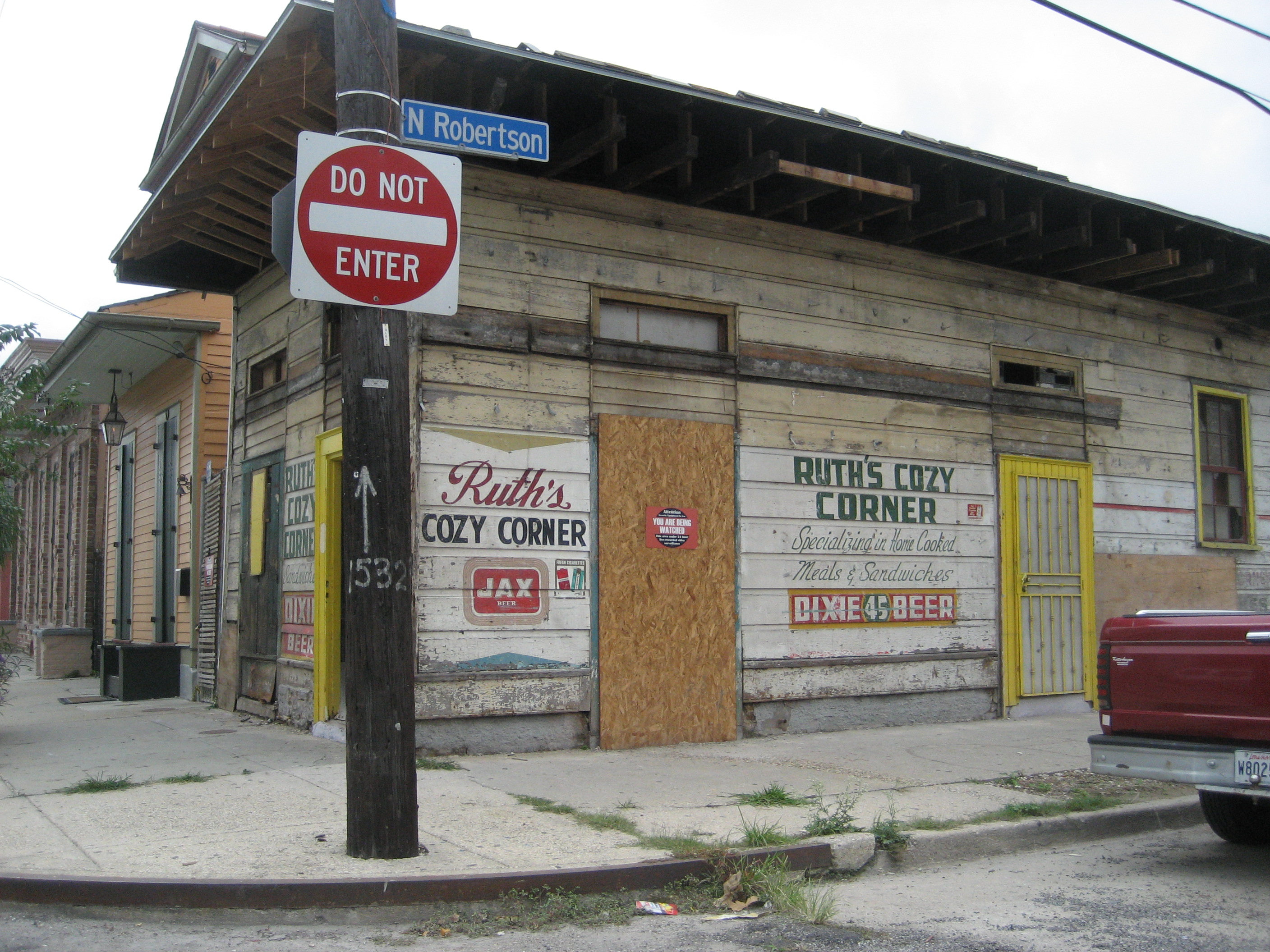
Une scène dans le quartier de Tremé à La Nouvelle-Orléans

Antoine Batiste est un joueur de trombone professionnel qui va de représentation en représentation afin de gagner tant bien que mal sa vie pour faire vivre son épouse, Desiree, qui travaille comme institutrice, et sa petite fille. Sa première femme, LaDonna, tient un bar en ville qui a souffert de l'ouragan, au cours duquel son frère Daymo a disparu. Elle se lance à sa recherche, et est aidée par sa courageuse avocate, Toni Bernette, dont le mari, Cray, mélancolique prof de lettres à l'Université Tulane, déprime à cause du roman qu'il n'arrive pas à écrire et de la situation catastrophique de la ville. Leur fille, Sofia, prend des cours de piano dispensés par le passionné Davis McAlary, DJ et musicien touche-à-tout, nonchalant et un brin illuminé qui entretient une relation plus ou moins régulière avec Janette Desautel, chef-cuisinier dont les activités périclitent, les affaires ayant grandement souffert à la suite du passage de Katrina. Parallèlement à cela, on suit le cheminement d'Albert Lambreaux, Chef Indien de Mardi Gras qui essaye contre vents et marées de reformer son groupe. Il est épaulé par sa fille Davina et son fils Delmond, musicien de jazz new-yorkais reconnu dans le milieu, à qui son père reproche de s'être éloigné de ses racines. Nous assistons aussi au destin de Sonny et d'Annie, deux musiciens de rue en couple qui officient au quartier français de La Nouvelle-Orléans.
La saison 2 introduit de nouveaux personnages. On retrouve le lieutenant Terry Colson, policier et ami de Toni Bernette qui doit gérer la sécurité de la ville après la catastrophe. On fait aussi connaissance avec Nelson Hidalgo, un homme d'affaires opportuniste qui sera impliqué dans la reconstruction de La Nouvelle-Orléans.
La saison 3 poursuit l'intrigue autour des enquêtes à l'encontre des bavures policières dont ont été victimes certains habitants à la suite de l'ouragan. Il est également question de la réhabilitation de différents quartiers et la destruction de maisons historiques, notamment autour du quartier de Charity Hospital. De plus, l'histoire concernant la communauté de pécheurs vietnamiens continue par l'intermédiaire du personnage de Sonny.

## Fiche technique
Tournée à La Nouvelle-Orléans par Blown Deadline Prods.
- Producteurs exécutifs : David Simon, Eric Overmeyer, Nina K. Noble, Carolyn Strauss
- Producteur : Anthony Hemingway
- Réalisatrice : Agnieszka Holland
- Scénaristes : David Simon, Eric Overmyer

## Distribution

### Acteurs principaux
- Khandi Alexander (VF : Annie Milon) : LaDonna Batiste-Williams. Ancienne épouse d'Antoine, cette tenancière de bar recherche son frère disparu après l'ouragan.
- Rob Brown (VF : Diouc Koma) : Delmond Lambreaux. Fils d'Albert, ce trompettiste s'oppose au retour de son père à La Nouvelle-Orléans, qu'il a lui-même fuie. Trompettiste à la renommée grandissante, il vit très bien son expérience new-yorkaise, et son retour dans sa ville natale provoque chez lui des sentiments contradictoires.
- Kim Dickens (VF : Laura Blanc) : Janette Desautel. Prometteuse chef, elle lutte pour maintenir son restaurant à flot dans une ville où la cuisine fait partie intégrante de la culture au même titre que la musique. Son talent reconnu et sa volonté de fer compensent à peine le manque de personnel et de provisions qui rendent ses conditions de travail difficiles.

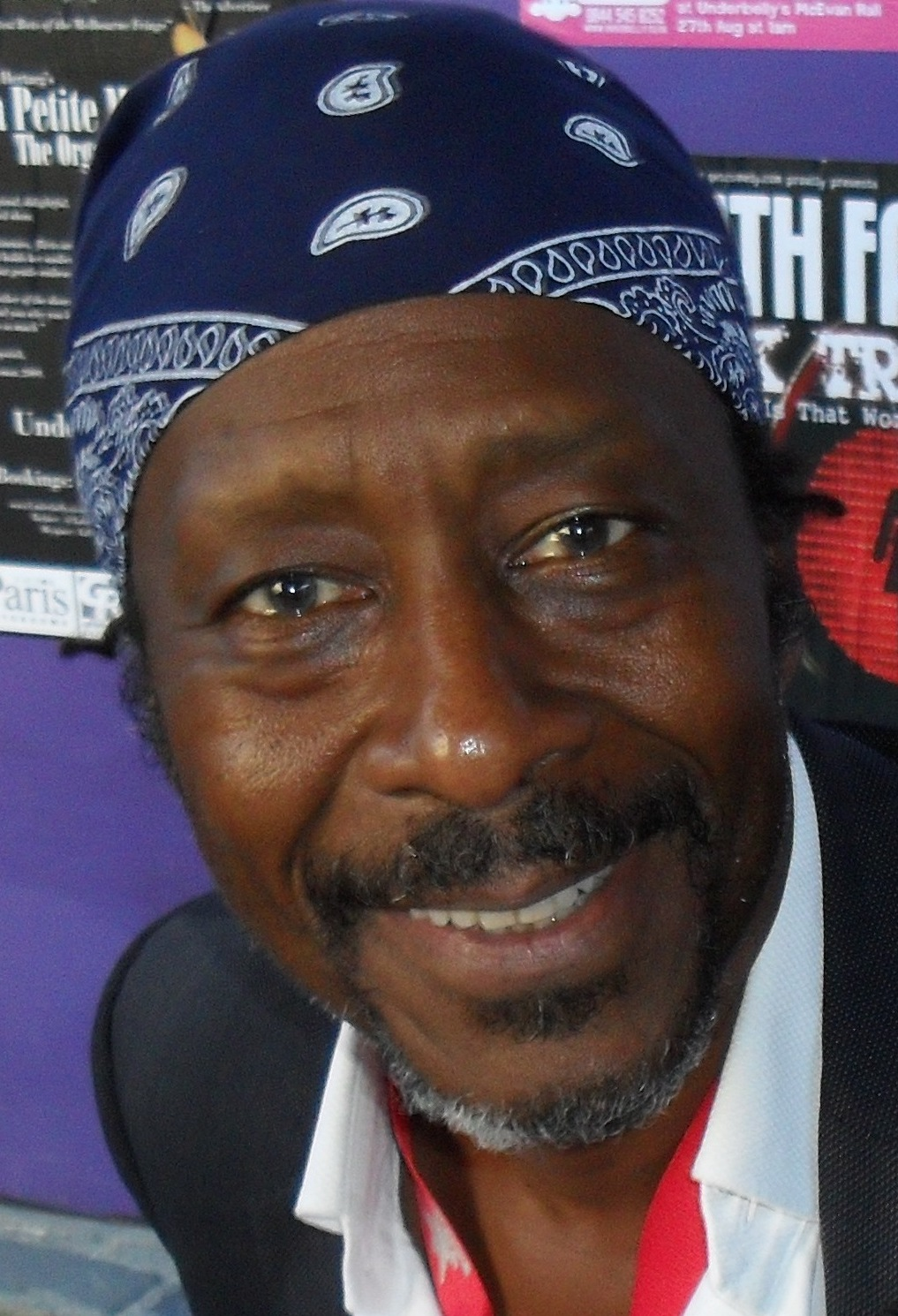
Clarke Peters, Edinburgh 2010

- Michiel Huisman (VF : Axel Kiener) : Sonny. Survivant de Katrina, ce Hollandais arpente la ville en tant que musicien de rues avec sa petite amie Annie. Pianiste passionné, il a secouru des dizaines de personnes après le passage de l'ouragan, mais cette expérience l'a fragilisé au point de raviver sa dépendance aux drogues.
- Melissa Leo (VF : Caroline Beaune) : Antoinette « Toni » Bernette. Avocate tenace et peu appréciée des autorités, Toni aide notamment LaDonna à retrouver son frère. La femme de Creighton démontre une volonté hors du commun pour aider ses clients dans une ville où tout le système judiciaire est corrompu.
- Lucia Micarelli (VF : Ingrid Donnadieu) : Annie. Violoniste, elle joue dans les rues avec son compagnon Sonny, et ne vit que pour la musique.
- Clarke Peters (VF : Jean-Claude Sachot) : Albert « Big Chief » Lambreaux. Chef des Gardiens de la flamme, une troupe d'indiens, Albert est un ouvrier qui revient à La Nouvelle-Orléans pour faire revivre les traditions qui lui tiennent à cœur et réunir sa troupe pour préparer Mardi Gras.
- Wendell Pierce (VF : Emmanuel Jacomy) : Antoine Batiste. Ce tromboniste lutte pour trouver des engagements et nourrir son nouveau-né.
- Steve Zahn (VF : Jérôme Pauwels) : Davis McAlary. Ce DJ sur la radio WWOZ, qui espère devenir musicien, est l'un des plus fervents défenseurs de la culture locale.
- John Goodman (VF : Jacques Frantz) : Creighton « Cray » Bernette (saison 1, guest saison 2) Professeur à l'université de la ville, cet écrivain peine à continuer son livre sur l'inondation de 1927 mais est surtout profondément déprimé de constater qu'il ne reverra jamais la ville qu'il aime tant telle qu'elle était avant l'ouragan.
- India Ennenga (VF : Lisa Caruso) : Sofia Bernette (récurrente saison 1, régulière à partir de la saison 2) Fille du couple Bernette, elle fait ses études contre son gré à Bâton Rouge.
- David Morse (VF : Philippe Peythieu) : lieutenant Terry Colson (récurrent saison 1, régulier à partir de la saison 2) Colson est un bon policier, il reconnait le traumatisme qu'ont infligé Katrina et les inondations à sa ville et à son service, mais il ne laissera pas l'ouragan être une excuse à un mauvais boulot.
- Jon Seda (VF : Mathias Casartelli) : Nelson Hidalgo (saison 2). Entrepreneur de Dallas qui compte bien tenir un rôle important dans la reconstruction de la ville, ce Texan est un bon vivant.
- Chris Coy (VF : Jérémie Covillault) : Louis « L.P. » Everett (saison 3). Journaliste d'investigation qui enquête sur les crimes qui ont été commis pendant l'ouragan Katrina et qui n'ont toujours pas été résolus.

### Acteurs secondaires
- Lance E. Nichols (VF : Jean-Michel Martial) : Larry Williams est l'actuel mari de Ladonna, il vit exilé à Bâton-Rouge avec Ladonna et ses deux enfants et y pratique la chirurgie dentaire.
- Ntare Mwine (VF : Jean-Baptiste Anoumon) : Jacques Vaz. C'est le sous-chef cuisinier de Janette.

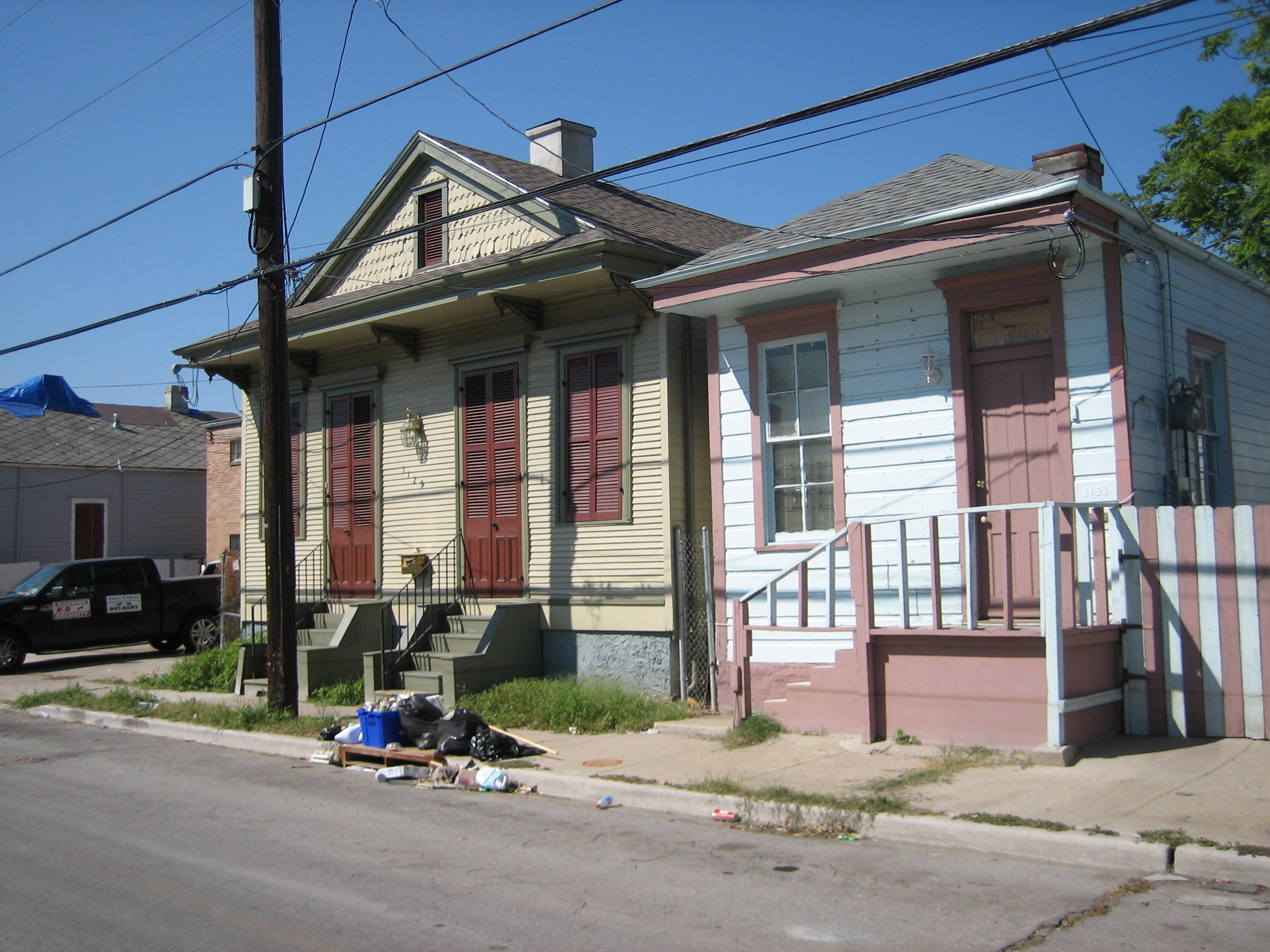
Trace, sur les façades, du niveau de l'eau lors de l'ouragan Katrina dans le quartier de Tremé.

- Marc John Jefferies (VF : Juan Llorca) : Darius est un jeune de la ville qui, en attendant la réouverture de l'école, cherche des petits boulots.
- Elizabeth Ashley (VF : Perrette Pradier) : Tante mimi est la tante de Davis.
- John McConnell : DJ Jeffy Jeff est un collègue de Davis sur la radio WWOZ.
- Phyllis Montana LeBlanc (VF : Odile Schmitt) : Desiree Batiste est l'actuelle femme d'Antoine Batiste avec laquelle il a eu une petite fille.
- Walter Harris (VF : Jean-Paul Pitolin) : Franklin
- Daryl Williams : Daymo Brooks. Frère de Ladonna et fils de Mme Brooks, cet ancien employé de Janette a disparu depuis la tempête.
- Venida Evans (VF : Annie Balestra) : Mme Brooks. Mère de Daymo et Ladonna, cette native de La Nouvelle-Orléans refuse de déménager à Bâton-Rouge.
- Edwina Findley (en) (VF : Michèle Buzynski) : Davina Lambreaux est la fille d'Albert Lambreaux et la sœur de Delmond Lambreaux. Elle vit à Houston et refuse de revenir vivre à La Nouvelle-Orléans.
- James Ransone (VF : Alexis Victor) : Nick est d'abord le colocataire de Janette à New York avant de devenir son collègue dans le restaurant de David Chang.
- Jim True-Frost (VF : Vincent Ropion) : James Woodrow est l'agent de Delmond Lambreaux.
- Tim Bellow (VF : Franck Soumah) : Riley est ferrailleur et proche du chef Lambreaux.
- Renwick D. Scott (VF : Léo Caruso) : Alcide est le fils ainé d'Antoine Batiste.
- Sean-Michael (VF : Jérémy Berguig) : Mike est le second fils d'Antoine Batiste.
- Ann Mckenzie (VF : Danièle Hazan (saison 1) puis Cathy Cerda (saisons 2 à 4)) : Ramona McAlary est la mère de Davis.
- Marco St. John (VF : Michel Ruhl) : Dr Roger McAlary est le père de Davis.
- Danai Gurira (VF : Fily Keita) : Jill est la copine new-yorkaise de Delmond.
- Jennifer Kober (VF : Catherine Artigala) : Andrea Cazayoux est une avocate qui aide Antoinette « Toni » Bernette sur certains dossiers.
- Dan Ziskie (en) (VF : Pierre Laurent) : C.J. Liguori est un banquier influent de La Nouvelle-Orléans, il va jouer un rôle dans la reconstruction de la ville.
- Henry Griffin : Henry est le meilleur ami de Davis et le rappelle souvent à la réalité.
- Rio Hackford (en) (VF : Constantin Pappas) : Toby
- Derek Cecil (VF : Julien Sibre) : Chas
- Davi Jay (VF : Rody Benghezala) : Robinette
- Isabella Rossellini : Theresa Talarico, la mère d'Annie.
- Alan Ariano : Mario Talarico, le père d'Annie.

Source VF : Doublage Séries Database

### Invités dans leur propre rôle
La liste n'est pas exhaustive, de nombreux jazzmen reconnus ou musiciens et groupes originaires de La Nouvelle-Orléans ou pas ayant été recrutés dans leur propre rôle, ainsi que des brass band, chefs cuisiniers renommés et même des hommes politiques ou personnages publics de la ville.

#### Musiciens internationaux

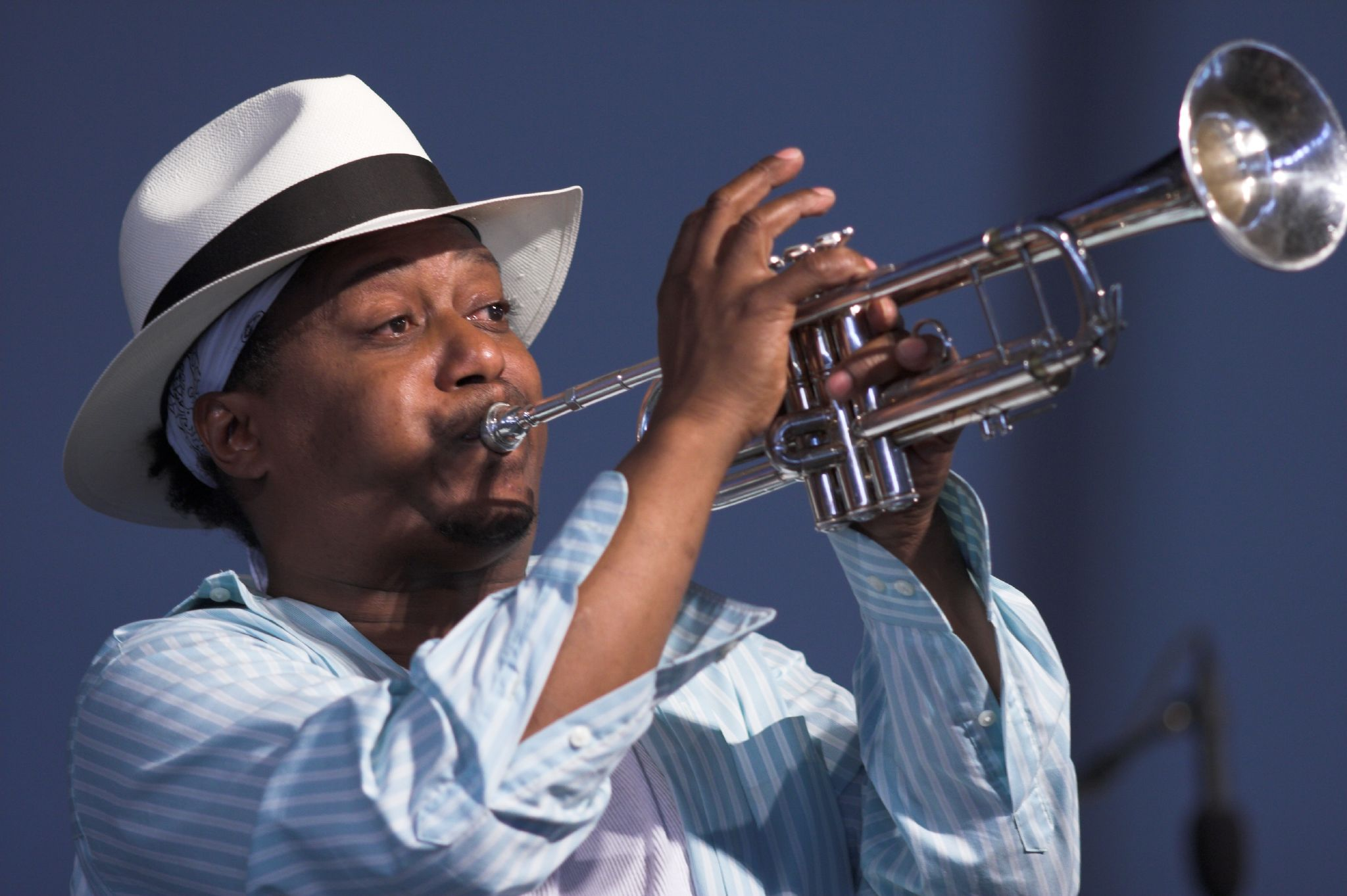
Kermit Ruffins (2007)

- Tab Benoit
- Troy Andrews (Trombone shorty)
- Dave Bartholomew
- Terence Blanchard
- Ron Carter

- Elvis Costello
- Fats Domino
- Steve Earle (VF : Yann Guillemot)
- Donald Harrison
- Dr. John
- The Neville Brothers
- Lloyd Price
- The Radiators
- Kermit Ruffins
- McCoy Tyner
- Allen Toussaint
- Christian Scott
- Spider Stacy (en) (The Pogues)
- Stanton Moore (en)
- Cassandra Wilson
- Sonny Landreth
- Corey Glover
- Don Vappie

#### Musiciens locaux
- Mario Abney
- James Andrews
- Glenn David Andrew
- Don Bartholomew
- "Uncle" Lionel Batiste
- Bonerama
- Henry Butler

- John Boutté
- Evan Christopher
- Jon Cleary
- Shawn Colvin
- Ben Ellman
- Eyehategod
- Galactic
- Joe Krown
- John Magnie
- Tom McDermott
- Deacon John Moore
- Aurora Nealand
- New Orleans Jazz Vipers
- Pine Leaf Boys

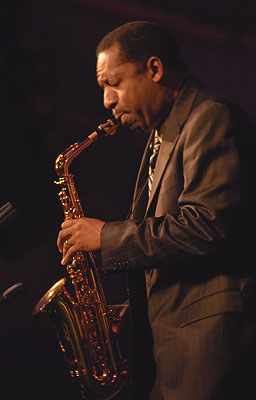
Donald Harrison en 2008

- Coco Robicheaux (Curtis Arceneaux)
- Davis Rogan (Ce musicien et ancien DJ de WWOZ a inspiré le personnage de Davis McAlary dans la série.)

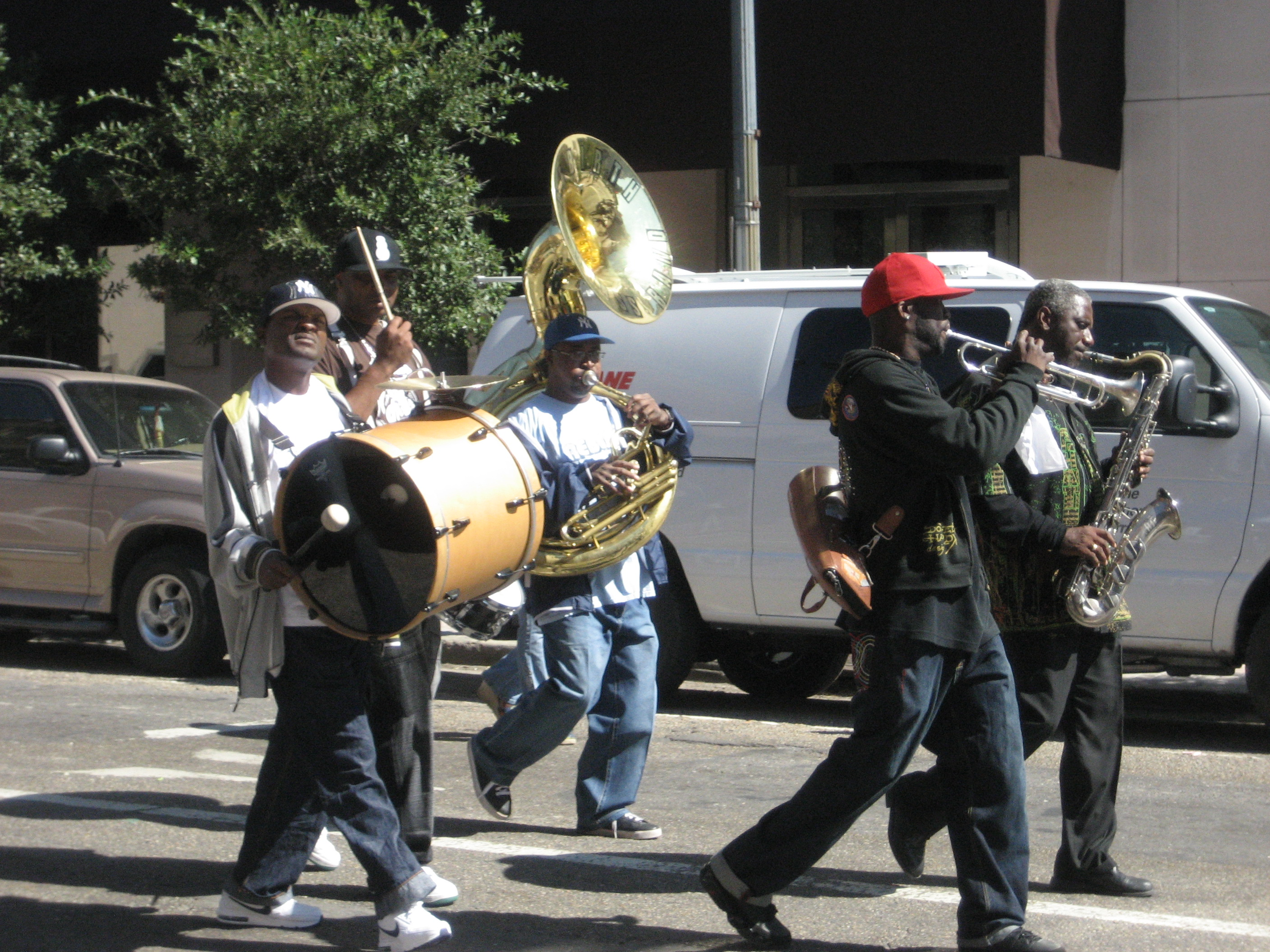
Le Rebirth lors d'une parade en 2007.

- Wanda Rouzan
- Paul Sanchez
- Big Sam Williams
- The Subdudes
- David Torkanowsky
- Cornell Williams (VF : Cédric Ingard)
- Lucinda Williams
- June Yamagishi

#### Brass bandlocaux
- Dirty Dozen Brass Band
- Hot 8 Brass Band
- Rebirth Brass Band
- Soul Rebels Brass Band
- Treme Brass Band

#### Cuisiniers

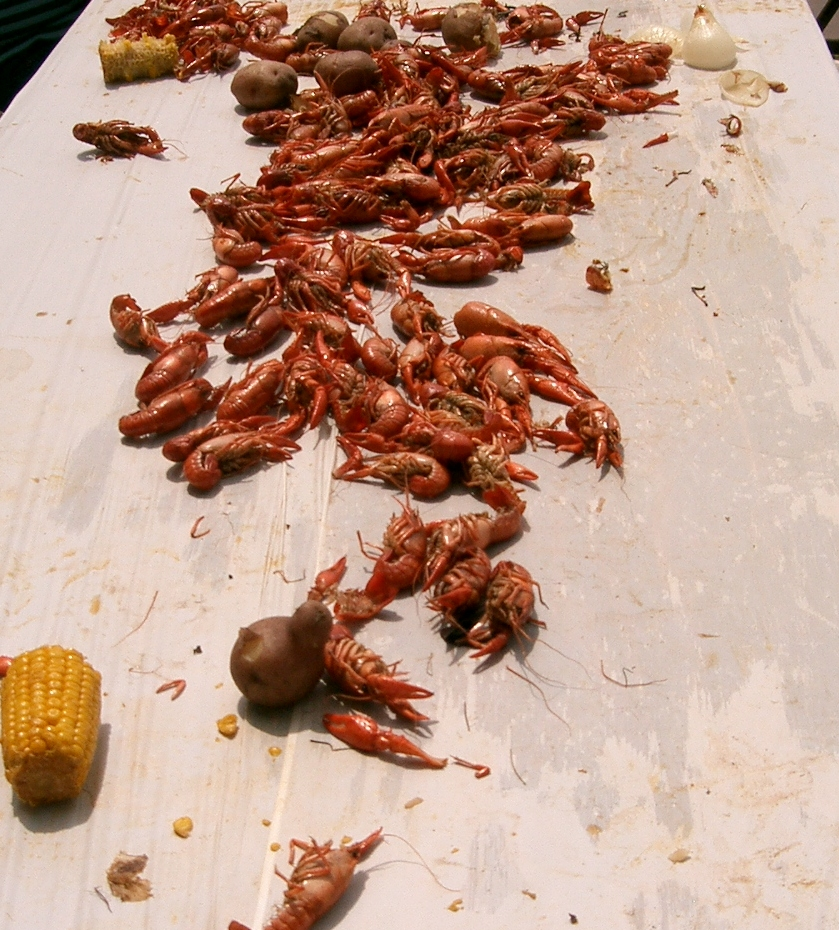
Gombo d'écrevisses - cuisine cadienne en Louisiane

- Tom Colicchio
- David Chang
- Wylie Dufresne (en)
- Donald Link
- Eric Ripert (VF : Bernard Bollet)
- Susan Spicer (en)

#### Critiques gastronomes

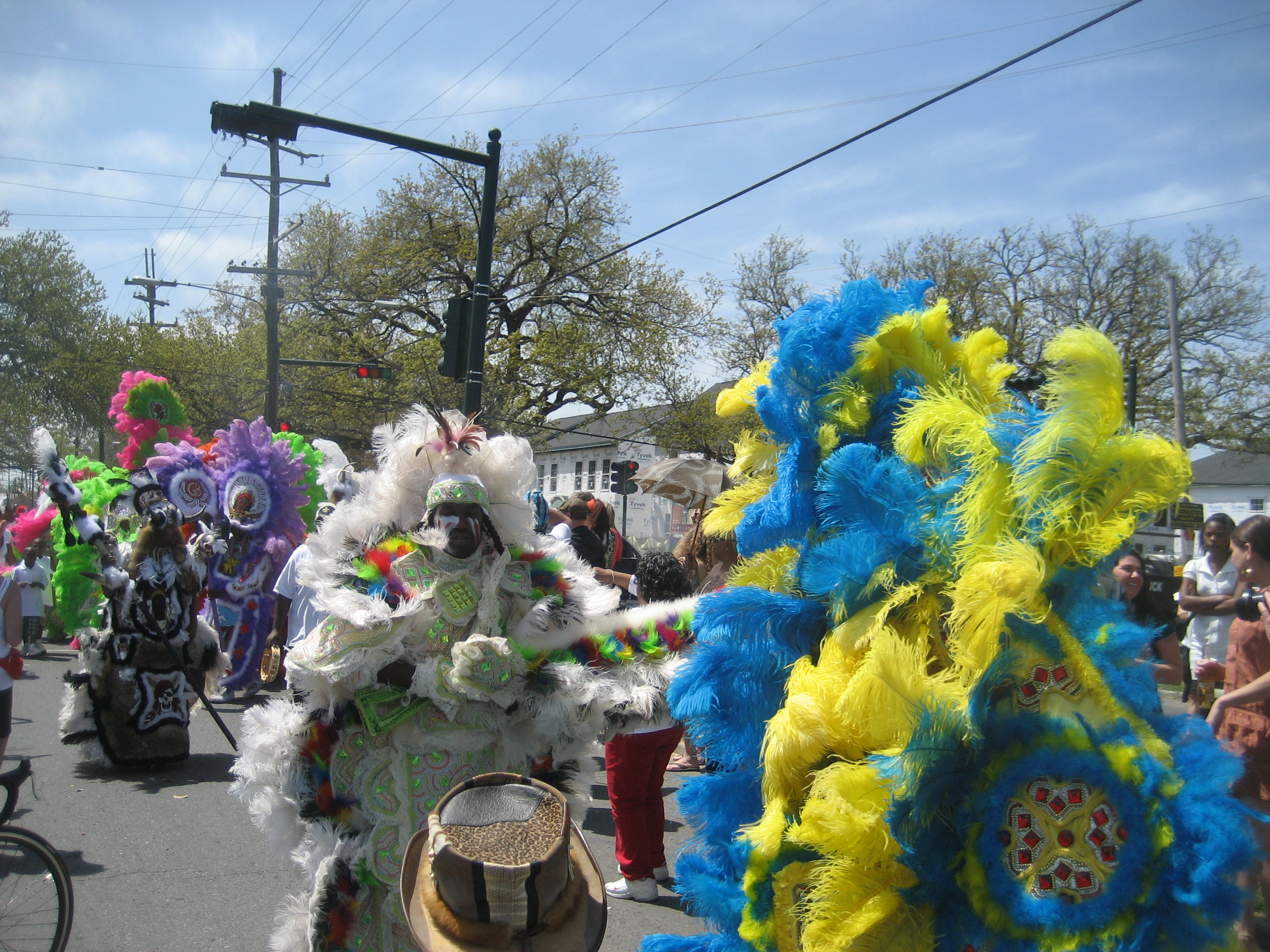
Mardi Gras Indien à La Nouvelle-Orléans.

- Alan Richman

#### Chef Indien (Big Chief)
- Otto DeJean de la tribu des Hard Head Hunters (VF : Sidney Kotto). Il joue le rôle de George Cotrell, l'espion du chef Albert Lambreaux, de la tribu des 'Guardians of Flames'. Ces tribus font partie des 22 recensées à La Nouvelle-Orléans.

- Monk Boudreaux de la tribu des Golden Eagles apparaît plusieurs fois dans la série.

#### Homme politique
- Oliver Thomas : ancien président du conseil municipal, celui qui était annoncé comme possible futur maire de La Nouvelle-Orléans joue dans Treme son propre rôle et ses démêlés avec la justice à la suite d'une histoire de pot-de-vin.

## Thématique
La série reprend le nom d'un quartier de la ville de La Nouvelle-Orléans, le Tremé. C'est un quartier situé au nord-ouest du Carré français et l'un des plus vieux quartiers de La Nouvelle-Orléans et il est historiquement, à l'époque de l'esclavage, le quartier des noirs non-esclaves. C'est un lieu symbolique de la culture afro-américaine et créole. La série se déroule trois mois après le passage de l'ouragan Katrina alors que les résidents de la ville, musiciens, chefs-cuisiniers, Indiens de Mardi Gras, essayent de reconstruire leur vie, leur maison et leur culture unique.
Sur la lancée de sa précédente série télévisée Sur écoute, qui trace minutieusement une fresque sociale de Baltimore, David Simon souhaite de nouveau s'inscrire dans une démarche d'ultra-réalisme, donnant beaucoup d'importance aux détails. La présence de nombreux habitants réels de La Nouvelle-Orléans contribue à ce souci d'authenticité, à l'image du rôle de Davis McAlary inspiré d'un habitant très dynamique du quartier de Tremé : Davis Rogan. Phyllis Montana LeBlanc qui joue le rôle de Désirée (la femme d'Antoine Batiste) est présente dans Katrina : When the Levees Broke : A Requiem in Four Acts, le téléfilm documentaire de Spike Lee dans lequel elle témoigne de son expérience pendant l'ouragan en tant que simple habitante. De ce documentaire sont inspirés de nombreux personnages. La série intègre également quantité de musiciens issus de la scène néo-orléanaise, nationale et internationale ainsi que de vrais cuisiniers et critiques gastronomes.
À noter que de nombreux acteurs de la série sont originaires de Louisiane, à l’instar de Wendell Pierce.
Malgré une audience moyenne, la chaîne HBO a décidé de commander deux saisons supplémentaires. Ce choix ne surprend pas quand on connaît les nombreuses séries de la chaîne (Sur écoute (The Wire), Les Soprano, Six Feet Under…) dont la qualité des programmes et la volonté de traiter des thématiques sociales rarement évoquées dans les séries américaines sont plus importantes qu'un grand succès commercial. Tremé prend le soin d'analyser les difficultés rencontrées par les habitants, comme le chaos qui règne dans le système éducatif, judiciaire et pénitentiaire du fait de l'inondation de près de 80 % de la ville. La lenteur des assurances à dédommager leurs clients est également évoquée, tout comme le problème des relogements. À travers la deuxième saison, on constate le retour de la délinquance et des meurtres dans la « ville croissant ».

## Épisodes
Les titres des épisodes en version originale sont principalement des titres de chansons de blues ou de jazz.

### Première saison (2010)
La première saison de dix épisodes a été diffusée du 11 avril au 20 juin 2010 sur HBO aux États-Unis.
1. Do You Know What It Means
2. Meet De Boys on the Battlefront
3. Right Place, Wrong Time
4. At the Foot of Canal Street
5. Shame, Shame, Shame
6. Shallow Water, Oh Mama
7. Smoke My Peace Pipe
8. All on a Mardi Gras Day
9. Wish Someone Would Care
10. I'll Fly Away

### Deuxième saison (2011)
Après seulement un épisode diffusé, HBO a commandé une deuxième saison de onze épisodes, diffusée du 24 avril au 3 juillet 2011 sur HBO aux États-Unis.
1. Accentuate the Positive
2. Everything I Do Gohn Be Funky
3. On Your Way Down
4. Santa Claus, Do You Ever Get the Blues?
5. Slip Away
6. Feels Like Rain
7. Carnival Time
8. Can I Change My Mind?
9. What Is New Orleans?
10. That's What Lovers Do
11. Do Watcha Wanna

### Troisième saison (2012)
Le 13 mai 2011, HBO a renouvelé la série pour une troisième saison de dix épisodes diffusée entre le 23 septembre et le 25 novembre 2012 sur HBO aux États-Unis.
1. Knock with Me, Rock with Me
2. Saints
3. Me Donkey Want Water
4. The Greatest Love
5. I Thought I Heard Buddy Bolden Say
6. Careless Love
7. Promised Land
8. Don't You Leave Me Here
9. Poor Man's Paradise
10. Tipitina

### Quatrième saison (2013)
Le 22 septembre 2012, HBO a renouvelé la série pour une quatrième et dernière saison. Malgré son succès auprès des critiques, Treme n'a jamais touché qu'une modeste part d'audience. David Simon et Eric Overmeyer annonçaient que la quatrième saison serait abrégée, permettant néanmoins aux scénaristes de nouer les différents fils du récit. Elle a été diffusée à partir du 1er décembre 2013.
1. Yes We Can Can
2. This City
3. Dippermouth Blues
4. Sunset on Louisianne
5. …To Miss New Orleans

## Musique
La série fait un tour d'horizon de la scène musicale néo-orléanaise actuelle. Différents styles y sont présentés, comme le jazz, le funk, les fanfares, mais également la musique cajun, le rock, le metal, la bounce et le rap, à travers les nombreux musiciens de la ville et de l'État de Louisiane.

## Anecdotes
- Lors de la saison 1, une scène recrée l'enregistrement de l'album The River in Reverse enregistré par Elvis Costello et Allen Toussaint peu après l'ouragan Katrina, en 2006.
- Dans un épisode de la saison 1 (qui retrace la fin de l'année 2005), Janette Desautel au cours d'un service dans son restaurant, prépare une "tarte Hubig (en)" à l'un de ces clients; Or les tartes Hubig ne sont réapparues dans la ville qu'en début d'année 2006. David Simon a fait le choix de ne pas respecter la chronologie des faits réels de façon à évoquer cette tarte.

## DVD
| Saisons | Saisons | Episodes | DVD et Blu-ray date de diffusion | DVD et Blu-ray date de diffusion | DVD et Blu-ray date de diffusion |
| Saisons | Saisons | Episodes | DVD Code de région zone 1        | DVD Code de région zone 2        | DVD Code de région zone 4        |
| ------- | ------- | -------- | -------------------------------- | -------------------------------- | -------------------------------- |
|         | 1       | 10       | 29 mars 2011                     | 18 avril 2011                    | 30 mars 2011                     |
|         | 2       | 11       | 17 avril 2012                    | NC                               | NC                               |

## Bande Originale
- Tremé: Music From the HBO Original Series, Season 1 a été publié par Geffen Records le 28 septembre 2010. Cette bande sonore inclut 19 chansons avec en vedette des artistes de jazz qui apparaissent dans la série.
- Tremé, Season 2: Music From the HBO Original Series